# 東京都立小松川高等学校
東京都立小松川高等学校（とうきょうとりつ こまつがわこうとうがっこう）は、東京都江戸川区平井一丁目に所在する東京都立高等学校。

## 概要
1916年に開校。新制高校移行後は第六学区に属し、学校群制度では両国・墨田川と第61群を形成。
2007年に進学指導推進校指定を受ける。一般入試では共通問題を全科目で使用。2009年度入学生より8学級320名となった。また、2018年4月から、直近3ヶ年の国公立大の現役合格数の上昇により、進学指導特別推進校に指定された。歴史と伝統を持つ地域を代表する進学校である。

## 制服
- 男子：一般的な金ボタン5個の黒学ラン（標準型学生服）
- 女子：紺色セーラー服と黒のリボンタイ

## 沿革
- 1916年4月1日 - 南葛飾郡立実科高等女学校として創立。亀戸町第一亀戸小学校旧建物の1棟を仮校舎にあてる。
- 1919年4月1日 - 南葛飾郡役所内図書館を仮校舎にあて、同年小松川町に本校舎を新築。
- 1921年4月1日 - 南葛飾郡立高等女学校と改称。
- 1923年4月1日 - 東京府に移管し東京府立小松川高等女学校と改称。修業年限4年、7学級となる。
- 1927年7月15日 - 東京府立第七高等女学校と改称。
- 1934年11月15日 - 新校舎を現在地に建築。同日を創立記念日と定める。
- 1943年7月1日 - 都制施行により東京都立第七高等女学校と改称。
- 1947年4月1日 - 都立第七高女第二部ならびに併設中学校設置。
- 1948年4月1日 - 東京都立第七女子新制高等学校と名称変更、瑞江分校設置。（瑞江小学校内）
- 1949年4月15日 - 全日制男女共学開始。
- 1950年1月26日 - 東京都立小松川高等学校と改称。
- 1951年1月1日 - 新校歌制定。
- 1952年3月 - 学区合同選抜制度導入。
- 1954年7月20日 - 長野県北佐久郡蓼科山麓に 蓼科寮 を建設。
- 1955年11月15日 - 創立40周年記念式典挙行。
- 1959年4月30日 - 同窓会を財団法人「松葉会」に改組。
- 1966年3月12日 - 松葉会館（同窓会）落成式挙行。
- 1966年11月14日 - 新校旗制定。
- 1966年11月15日 - 創立50周年記念式典挙行。
- 1967年3月 - 学校群制度施行。両国・墨田川と61群を組む。
- 1971年2月22日 - 蓼科寮を財団法人松葉会に移管する。
- 1973年6月30日 - 蓼科寮食堂完成。
- 1976年11月11日 - 創立60周年記念式典挙行。
- 1979年7月7日 - 蓼科寮増築工事完成。
- 1982年2月 - 学校群制度に代わり、学校グループ制を採用しグループ合同選抜制度実施。62グループに属す。
- 1985年7月30日 - 校舎全面改築に伴い仮設校舎完成。
- 1987年3月31日 - 新校舎及び体育館完成。
- 1987年11月14日 - 創立70周年記念式典挙行。
- 1988年8月12日 - プール棟及び校庭工事成る。
- 1988年11月12日 - 校舎改築落成記念式挙行。
- 1989年5月9日 - グラウンド・駐輪場改修工事完了。
- 1990年6月30日 - 蓼科寮本館改築工事成る。
- 1993年4月9日 - コース制の一期生が入学。
- 1994年4月1日 - 単独選抜制度実施。
- 1995年6月30日 - 蓼科寮水洗化工事成る。
- 1996年11月16日 - 創立80周年記念式典挙行。
- 2003年4月1日 - 類型制（普通科）に一本化する。
- 2003年4月 - 学力向上フロンティアハイスクールに指定される。
- 2005年3月31日 - コース制完全廃止。
- 2005年4月1日 - 隔週土曜授業開始。午後から図書室を自習室として開放。
- 2006年11月11日 - 創立90周年記念式典挙行。
- 2007年6月 - 進学指導推進校に指定される。
- 2008年3月31日 - 普通教室等冷暖房設備工事完了。
- 2009年3月 - 定時制閉課。
- 2010年4月1日 - 進学指導推進校再指定を受ける。
- 2013年4月1日 - 進学指導推進校再指定（5年間）を受ける。
- 2015年4月1日 - スポーツ特別強化校に指定される。
- 2016年4月1日 - 英語教育推進校に指定される。
- 2016年11月12日 - 創立百周年記念式典挙行。
- 2018年4月 - 進学指導特別推進校に指定される。

## 交通
- 東日本旅客鉄道 総武本線 平井駅徒歩12分
- 都営バス「小松川三丁目」バス停徒歩5分

## 学校行事
- 体育祭 - 毎年6月に行われる
- 1年生移動教室 - 毎年4月に行われる
- 勉強合宿（夏・冬期 2年生の希望制）
- 文化祭 - 毎年9月に行われる
- 合唱祭 - 毎年12月に江戸川区総合文化センターで行われる
- 2年生修学旅行 - 毎年2月に行われる
- 1、2年生球技大会 - 毎年3月に行われる

## 部活動

### 運動部
- ボート部
近隣の旧中川で活動しており、インターハイ常連の全国規模の強豪である。国の強化指定選手や代表選手も抱えている[1]。
- 野球部
- 陸上競技部
- バレーボール部
- バスケットボール部
- 卓球部
- バドミントン部
- テニス部
- ソフトテニス部
- ソフトボール部
- サッカー部
- ダンス部
- 水泳部
- ハンドボール部
- 剣道部
- 柔道部
- トレッキング部
- ゲートボール同好会

### 文化部
- 化学部
- 生物部
- 地学部
- ホームメイキング部
- 合唱部
- 吹奏楽部
- 美術部
- 演劇部
- 芸道部（茶道・華道・邦楽）
- フォークサークル部
- 写真部
- コンピュータ部
- 文芸部
- 棋道部
- 映像研究部
- 書道部
- クイズ研究同好会
- 競技かるた同好会

## 蓼科寮
- 1954年7月20日、長野県北佐久郡立科町大字芦田字八ヶ野に建設。
- PTA、PTA-OB会、同窓会、学校との四者共同運営をしてきたが、2020年7月19日をもって閉寮。

## 関係者

### 著名な卒業生・出身者
- 藤原道山（尺八演奏家）
- 寺澤ひろみ（ハーモニカ演奏家）
- 中村秀昭（TBSアナウンサー）
- 宇田川清江（元NHKアナウンサー、フリーアナウンサー）
- 松井久子（映画監督、代表作：折り梅）
- 川中美幸（歌手）
- 佐久間純子（声優）
- 岡寛恵（女優、堀越学園高校へ転校）
- 山口シヅエ（衆議院議員、第七高女卒）
- 大谷重光（パーソナルコンピュータ利用技術学会副会長）
- 望月智充（アニメーション監督）
- 井口保子（フリーアナウンサー）
- 中村こずえ（フリーアナウンサー）
- 椎名豊（ジャズピアニスト）
- 久松夕子（女優）
- 田辺しおり（尺八演奏家）
- 三遊亭仁馬（落語家）
- 山内惟介（中央大学法学部名誉教授、国際私法専攻）
- 白井良明 (音楽家)（ミュージシャン、ムーンライダーズのギタリスト）
- 財部誠一 (ジャーナリスト)
- 佐々木亮介 (a flood of circleのボーカルなど)

### 教職員
- 浜栄助 - 元理科教諭